# Кацман, Исаак Соломонович
Исаа́к Соломо́нович Ка́цман (21 июля 1914, Сухари, Могилёвская губерния — 3 сентября 1983, Киев) — советский оператор документального кино, фронтовой кинооператор в годы Великой Отечественной войны. Лауреат Сталинской премии третьей степени (1952).

## Биография
Родился в семье рабочего, в 1933 году окончил рабфак и курсы звукорадиотехников. С 1926 года был учеником киномеханика, с 1928 года работал киномехаником. Затем осветитель (с 1929 года) и помощник оператора (с 1930 года). С 1932 год работал помощником звукооператора и с 1935 — звукооператором.
В 1940—1983 годы — оператор на Укркинохронике. В годы Великой Отечественной войны — фронтовой оператор.
Член Союза кинематографистов СССР с 1958 года

## Фильмография
Звукооператор
- 1936 — Академик Лысенко
- 1937 — Юбилейный подарок
- 1939 — Город имени маршала
- 1939 — Иван Коробов
- 1939 — Лагерь у моря
- 1939 — Молодой колхозный сад
- 1939 — По Крыму
- 1940 — Производство сахара из свёклы
- 1940 — С Первым Мая
- 1941 — Первое Мая

Оператор
- 1940 — День нового мира (совместно с группой операторов)
- 1940 — На Дунае (совместно с группой операторов)
- 1942 — День войны (совместно с группой операторов)
- 1943 — Битва за нашу Советскую Украину (редакция 1974 года; совместно с группой операторов)
- 1943 — Славяне, к оружию! (совместно с группой операторов)
- 1943 — Сталинград (совместно с группой операторов)
- 1944 — Львов советский (совместно с группой операторов)
- 1944 — VI сессия Верховного Совета УССР (совместно с группой операторов)
- 1945 — Днепрогэс возрождается
- 1945 — За Карпатами (совместно с В. Орлянкиным)
- 1945 — Первомай Победы (совместно с группой операторов)
- 1945 — Победа на Правобережной Украине (совместно с группой операторов)
- 1945 — Праздник Победы (совместно с группой операторов)
- 1946 — Украина возрождается (совместно с группой операторов)
- 1947 — Выборы в Верховный Совет Украины; Физкультурный парад; Днепрогэс
- 1948 — Донецкие шахтёры; Дашава — Киев ; Здобуток жовтня; Путь к изобилию; Польские крестьяне на Украине
- 1950 — Слава вождю
- 1951 — Воссоединённая Украина; ХТЗ; За мир; Цветущая Украина
- 1952 — Золотые руки; Праздник изобилия; Памяти великого писателя; Сельхозвыставка; В новой Каховке; Ансамбль народного танца; Снова в родной семье
- 1953 — В дни всенародной скорби; Великое прощание; Корейский ансамбль
- 1954 — Творчество юных; Сельский универмаг; Быт шахтёров; Город бессмертной славы
- 1955 — Украинская ССР
- 1956 — В Советском Закарпатье
- 1957 — В дружной семье; Живи, Украина
- 1958 — В Крымской степи
- 1959 — Богатая осень; Третья Днепровская
- 1960 — Весна студенческая; Киев аплодирует мастерам ГАБТ; Тепло родного дома; Украина, 1960
- 1961 — Бессмертие Кобзаря; На Тарасовой земле; Киев — город-герой; Дорога солнца
- 1962 — За работу, товарищи!; Поют канадцы; Совесть хлебороба
- 1963 — Откровенный разговор; Слава женщинам Украины; Помните об этом; Мы стали друзьями; Мир обращен к солнцу
- 1964 — В семье вольной, единой; Легенда о Шелкограде; На пути в Токио; Я принадлежу человечеству; Бессмертие подвига
- 1965 — Слово о Ванде Василевской; Чтобы колосилась нива; Наш хлеб
- 1966 — Цветы для всех; Друзья-соперники; Днепр; Осень пришла; Гуцульская свадьба
- 1967 — Вечно живой; Днепровская баллада
- 1969 — Незабываемое; Молодцы; Так начиналась «Искра»
- 1970 — Вечная тайна; В степи под Ахтыркой
- 1971 — Бессмертное мгновение; Диалог с секретарём райкома; Побратимы Василия Теркина; Пять героических лет
- 1972 — Мы — советские; Кинорежиссёр В. Ивченко
- 1973 — Роменская мадонна (совместно с Ф. Каминским)
- 1974 — 70 славных лет; Для тебя, человек; Добрый день, сестра; Любите преданно и разумно
- 1978 — Всадники; Село шагает в будущее
- 1979 — Хлеборобскому роду нема переводу
- 1980 — Всё лучшее — детям; Новь Волновахского села; Микола Бажан
- 1981 — Славику и всем детям; Юрий Смолич. Рассказ о непокое
- 1983 — Улыбнись, малый

## Награды и премии
- медаль «За оборону Сталинграда» (1943)
- орден Отечественной войны II степени (22 сентября 1944)[5]
- медаль «За победу над Германией в Великой Отечественной войне 1941—1945 гг.» (1945)
- медаль «За доблестный труд в Великой Отечественной войне 1941—1945 гг.» (1945)
- Сталинская премия третьей степени (1952) — за кинокартину «Цветущая Украина»
- медаль «За оборону Киева» (1961)
- медаль «За трудовую доблесть» (1981)